# 綏可
完顏綏可，又名隨闊，金安帝完颜跋海之长子。
金熙宗即位後，追上諡號為定昭皇帝，廟號為獻祖，皇統四年，稱他的埋葬地為輝陵，皇統五年，增諡為獻祖純烈定昭皇帝。
完顏綏可已是其部落的頭領。《三朝北盟会编》卷18引《神麓记》：金獻祖完顏綏可「由是邻近，每有不平，皆诣所请，遂号『孛堇』，臣伏契丹。」《金史·礼志》記載：「皇五代祖完顏綏可，从完顏阿骨打上溯五代的祖先孛堇。」

## 家庭
- 恭靖皇后
  - 金昭祖
  - 朴都
  - 阿保寒
  - 敌酷
  - 敌古乃
  - 撒里辇
  - 撒葛周